# Caboclo
Caboclo (caboco; z tupi kaa'boc – 'ten, który przyszedł z lasu') – określenie używane w stosunku do brazylijskich Metysów, będących potomkami miejscowych Indian i Europejczyków.
Nazwa ta nie odnosi się do wszystkich brazylijskich Metysów, ale do potomków tak zwanych "gumowych żołnierzy", czyli młodych, głównie białych, mężczyzn z południowo-wschodniej Brazylii, którzy wyjechali w głąb dżungli amazońskiej, aby pracować przy pozyskiwaniu kauczuku. Nie przysługiwały im urlopy, więc większość z nich za żony wzięło sobie lokalne, indiańskie kobiety. Dzieci z tych związków nazwano caboclos. Do dzisiejszego dnia społeczności caboclos żyją na terenie stanu Amazonas. 
"Dzień Caboclo" (Dia do Caboclo) obchodzony 24 czerwca jest oficjalnym świętem stanu Amazonas.
Mianem caboclo określa się również orisza w religii candomblé.
Wielu antropologów odrzuca nazwę caboclo uznając ją za rasistowską i obraźliwą.